# Хронология событий в истории Онтарио
Онтарио является провинцией Канады с 1867 года.

## До 1762 года
- До высадки европейцев территория провинции была заселена в основном алгонкинскими и ирокезскими племенами индейцев.
- 1610—1612 — высадка Этьена Брюле (Étienne Brûlé) в Южном Онтарио.
- 1611 — Генри Гудзон (Хадсон) высадился на побережье Гудзонова залива и присоединил регион к Великобритании.
- 1615 — Самюэль де Шамплен достиг озера Гурон, где французские миссионеры основали форпост.
- 1648 — ирокезы разрушили миссию иезуитов недалеко от современного города Мидлэнд (см. Канадские мученики).
- 1650 (приблизительно) — ирокезы вытеснили гуронов с территории южного Онтарио.
- 1670 — Компания Гудзонова залива получила право на торговлю мехом на территории площадью 3.9 млн кв.км, названной Землей Руперта в честь принца Руперта (Северное Онтарио).
- 1673 — основан форт Фронтенак около современного города Кингстон.
- 1730 — Компания Гудзонова залива основала Moose Factory (Онтарио), старейшее англоязычное поселение Канады. Торговцы компании Гудзонова залива и их потомки основали и поддерживали несколько поселений на Великих озёрах, самые значимые из которых стали впоследствии городами Су-Сент-Мари и Детройт.

## Провинция Квебек, 1763—1790 годы
- 1763 — Парижский мирный договор, положивший конец Семилетней войне передал почти все французские владения англичанам. Вследствие Парижского договора Великобритания составила Королевскую прокламацию. Прокламация положила конец франко-индейской войне, запретила британским колонистам селиться западнее горной системы Аппалачи и вернула колонистов, поселившихся западнее гор, обратно на восток.
- 1774 — Квебекский акт смягчил политику ассимиляции и существенно расширил границы региона (в него вошли Великие озёра, а сама территория протянулась до Сент-Луиса).
- 1783 — Версальский мирный договор, положивший конец войне за независимость США, был подписан 3 сентября 1783 года, ратифицирован Конгрессом 14 января 1784 года и королём Георгом 9 апреля 1784 года.
- 1784 — около 9000 сторонников объединённой британской империи иммигрировали в провинцию из США и поселились в основном в Южном Онтарио. Индейцы, лояльные Великобритании, поселились западнее озера Онтарио. Кингстон и Гамильтон становятся важнейшими поселениями.
- 1788 — Британия покупает 250 тыс. акров земли (1 тыс. кв. км), на которой основывает город Йорк, современный Торонто.

## Верхняя Канада, 1791—1840 годы
- 1791 — Конституционный акт 1791 года поделил Квебек на Верхнюю Канаду и Нижнюю Канаду.
- 1793 — Джон Грэйвс Симко стал первым лейтенант-губернатором Верхней Канады.
- 1800 — организовано поселение на месте современной Оттавы.
- 1812—1814 — война с США. Верхняя Канада — основная цель американцев. Одно из наследий войны — стойкий антиамериканизм, который сохраняется по сей день и является важной частью канадского национального самосознания.
- 1826 — с образованием Канадской компании земли перестали быть свободно доступными для иммигрантов.
- 1832 — эпидемия холеры в Онтарио.
- 1837 — восстание в Верхней Канаде за ответственное правительство возглавил Уильям Лайон Макензи. Восстание Патриотов в Квебеке возглавил Луи-Жозефа Папино.
- 1839 — сэр Дергем публикует доклад о причинах восстаний.

## Объединённая провинция Канада, 1841—1867 годы
- 1841 — Акт об объединении 1840 объединяет Верхнюю Канаду (Канада Запад) и Нижнюю Канаду (Канада Восток) в провинцию Канаду.
- 1841 — Движение за ответственное правительство настолько сильное, что сэр Чарльз Багот (Charles Bagot) пригласил французских лидеров в совет провинции. Приглашенный из Канады Восток Луи-Ипполит Лафонтен (Louis-Hippolyte Lafontaine) настоял на приглашении ещё одного реформиста — Роберта Болдуина (Robert Baldwin). Образовался реформаторский блок.
- 1843 — Багот был заменен на своем посту сэром Чарльзом Меткалфом (Charles Metcalfe), который отказался от уступок колонистам. Меткалф отказал требованиям Болдуина и (Francis Hincks) об одобрении ассамблеей официальных назначений.
- 1846 — Секретарь колонии лорд Грей (Albert Grey, 4th Earl Grey) объявил, что лейтенант-губернаторы должны править с согласия народа. Члены исполнительного совета должны выбираться от партии большинства в ассамблее и меняться при смене ассамблеи. Британия отошла от меркантильных принципов в своей имперской политике и так как колониальная торговля перестала быть ограниченной, то и колониальная политика не нуждалась больше в ограничениях.
- 1846 — Англия начала отменять выгодные пошлины для колоний, начиная с закона о зерне. В связи с этим происходит усиление работ по торговому соглашению с США.
- 1847 — наплыв иммигрантов из Ирландии, многие больны тифом. Существенно меняется состав населения провинции.
- 1848 — Джеймс Брюс, 8-й граф Элгин (James Bruce, 8th Earl of Elgin) предложил сформировать первое ответственное правительство партии реформистов. Партию возглавляли Роберт Болдуин в Верхней Канаде и Луи-Ипполит Лафонтен в Нижней.
- 1849 — лорд Элгин подписывает билль о потерях в восстании, крайне непопулярный среди британских консерваторов. В связи с этим было сожжено здание парламента Объединённой Канады в Монреале.
- 1850 — договоры Робинсона, подписанные William Benjamin Robinson с индейцами племени оджибва передают Короне восточное и северное побережье озера Гурон, северное побережье озера Верхнее.
- 1854 — подписано канадско-американское взаимовыгодное соглашение 1854 об уменьшении торговых барьеров. Провинции Британской Северной Америки могут торговать в США натуральными продуктами (крупы, рыба, лес) без пошлин, в то время как американские рыбаки могут рыбачить в Канаде. Озеро Мичиган и река Святого Лаврентия открыты для всех подписавших соглашение.
- 1854 — принят закон, отделяющий церковь от государства.
- 1858 — Канада все больше делится на части. Коалиционное правительство Джона Макдональда (John A. Macdonald) and Antoine-Aimé Dorion просуществовало два дня.
- 1864 — комитет, созданный (George Brown) для выхода из парламентского тупика, предложил объединение колоний Британской Северной Америки в федерацию, которое приветствовалось всеми сторонами. Правительство либералов и консерваторов — большая коалиция — была создана для достижения объединения. Члены коалиции присутствовали на конференции по объединению в Шарлоттауне. На последующей конференции в Квебеке были подписаны Квебекские резолюции — план объединения.
- 1866 — Вестминстерская конференция приняла Квебекские резолюции с небольшими изменениями.
- 1866 — Фенианские набеги.

## Канада — доминион Британской Империи, 1867—1930 годы
- 1867 — парламент Великобритании подписал аакт о Британской Северной Америке, по которому провинции Канада, Нью-Брансуик и Новая Шотландия объединяются и образуют Доминион Канада. Провинция Канада делится на две части: Канада-Запад, позднее ставшая впоследствии Онтарио, и Канада-Восток, сменившая имя на Квебек. Столицей Канады-Запад стал Йорк, позднее ставший Торонто (соседний город до недавних гор носил это имя, но в 1998 году также стал частью Торонто). Статус доминиона предполагал коллективное вхождение нескольких провинций. Таким образом, доминион Канада был внутренне самоуправляемым, но внешние отношения управлялись британским правительством.
- 1870-е — рост промышленности Онтарио и Квебека требует введения защитных пошлин.
- 1872—1896 — провинциальное правительство Оливера Моата (Oliver Mowat) ревностно борется за права провинции и существенно увеличивает её власть.
- 1879 — федеральное правительство сэра Джона Макдональда вводит протекционные пошлины для мануфактур и фермерских хозяйств. Пошлины помогают промышленности Онтарио, но наносят вред фермерам.
- 1883 — важные месторождения минералов обнаружены около Садбери, Кобальта и Тимминса, что привело к буму в Северном Онтарио.
- 1889 — Британский парламент подтвердил права провинции на Северо-Западное Онтарио.
- 1890—1896 — увеличиваются трения между англофонами и франкофонами.
- 1893 — большая рецессия обрушила промышленность провинции. Многие онтарийцы в поисках новых возможностей уехали на запад по недавно законченной трансконтинентальной железной дороге.
- 1912 — дальнейшее присоединение Северо-западных территорий приводит к современным границам провинции.
- 1912 — семнадцатая поправка запрещает обучение на французском языке.

## Канада — независимый доминион, 1931—1982 годы
- 1931 — Вестминстерский статут провозгласил все существующие доминионы полностью независимыми от Великобритании. Таким образом, термин доминион не означает больше статус автономии под контролем империи, а дает суверенный статус. Однако Доминион Канада по своей просьбе продолжает своё существование, как было до статута, так как федеральное и провинциальные правительства не могут прийти к соглашению по вопросам конституции.
- 1937 — премьер (Mitchell Hepburn) использует полицию Онтарио для разгона забастовки на General Motors в Ошаве, после того как федеральное правительство отказалось подавлять её.
- 1943 — George Drew и Прогрессивная Консервативная партия Онтарио победили на выборах и начался 42-летний период правления консервативного правительства.
- 1951 — в ответ на движения гражданских прав против расовой дискриминации, начавшееся в Дрездене, правительство Лесли Фроста (Leslie Frost) приняло акт, запрещающий дискриминацию по расовому признаку на работе (Fair Employment Practices Act) и акт о равной оплате труда (Female Employees Fair Remuneration Act) — оба акта первые в Канаде.
- 1954 — правительство Лесли Фроста (Leslie Frost) приняло акт, запрещающий дискриминацию по расовому признаку в быту (Fair Accommodation Practices Act). Как и предыдущий аналогичный акт, он был скорее административным и применялся только как последнее средство.
- 1962 — принят свод законов о правах, который объединяет и расширяет предыдущие законы в области гражданских прав.
- 1966 — правительство Джона Робартса (John Robarts) представило универсальную систему медицинского страхования в провинции.
- 1967 — неофициальным гимном Онтарио становится «A Place to Stand, A Place to Grow».
- 1967 — в Торонто запущена система железнодорожного сообщения GO Transit.
- 1967 — вышла в эфир провинциальная телекомпания TVOntario.
- 1976 — Си-Эн тауэр открыт для посещения.
- 1979 — сход с рельсов поезда в Миссиссоге привёл к самой большой эвакуации в истории Северной Америки.

## Канада — независимое государство, 1982 и далее
- 1982 — Акт о Канаде, подписанный британским парламентом, разделил оставшиеся конституционные и законодательные связи между Великобританией и Канадой.
- 1990—1992 — рецессия в Онтарио. Многие компании начали значительно уменьшаться или покидать Канаду вовсе. Автоматизация производства и глобализация привели к росту нестабильности в провинции.
- 1994 — вступило в силу северо-американское соглашение о свободной торговле.
- 1994 — дефицит бюджета Онтарио достиг 17 миллионов канадских долларов.
- 1997 — провинция приняла законопроект 103 об роспуске Метрополии Торонто и объединении шести городов в город Торонто.
- 1999 — автострада 407, построенная в 1997 году, продана частной компании.
- 2003 — вирус SARS в Торонто унес жизни 44 человек. Количество туристов сократилось вдвое.